# Famille d'Andigné
La famille d'Andigné est une famille subsistante de la noblesse française, d'extraction féodale, originaire d'Anjou. Elle fut maintenue noble en 1667. Une branche subsistante s'est établie vers 1525 en Bretagne où elle a donné plusieurs conseillers au Parlement de Bretagne et des hommes politiques.

## Histoire

### Origine
La famille d'Andigné a pour origine la seigneurie de son nom, près du Lion-d'Angers. Le premier membre connu, Sorin d'Andigné fit à l'abbaye du Lion d'Angers une donation, confirmée vers le milieu du XIe siècle par son fils Renaud. Le nom de la famille d'Andigné figure dans un grand nombre de chartes des XIIe, XIIIe et XIVe siècles. 

### Filiation
Pour l'admission de la famille d'Andigné aux Honneurs de la cour, Bernard Chérin écrit : « La maison d'Andigné originaire d'Anjou et établie en Bretagne est connue depuis le XIe siècle et remonte sa filiation à l'aimée 1396. L'éloge que M. de Beaujon en fait en tête de son mémoire est un peu enflé. Ses possessions et ses services sont peu considérables et ses alliances, quoique nobles sont des noms peu connus hors des provinces où elle a ses établissements. »,.
Gustave Chaix d'Est-Ange dans le Dictionnaire des familles françaises anciennes ou notables à la fin du XIXe siècle, écrit que la filiation suivie remonte à Geoffroy d'Andigné, chevalier, seigneur d'Andigné et d'Angrie, dont le fils puîné, Olivier, fit le 30 juin 1392 un partage avec son neveu Guillaume, fils de son frère aîné Geoffroy II (ce Guillaume épousa Mahaut du Gué: son fils Lancelot, seigneur d'Andigné, continua la descendance de la branche aînée aujourd'hui éteinte). Olivier d'Andigné, fils puiné de Geoffroy, épousa Jeanne du Bois de la Cour et fut l'auteur commun des diverses branches actuellement existantes.
Henri Jougla de Morenas dans le Grand Armorial de France fait commencer la filiation avec Olivier d'Andigné, écuyer, marié à Jeanne du Bois-la-Court, dont il eut Jean d'Andigné, Chr, sgr du Bois-la-Court, marié en 1396 à Aliette de La Motte.
Bernard Mayaud dans ses Recueil de généalogies angevines fait débuter la filiation suivie en 1268 avec Geoffroy Ier d'Andigné, capitaine du château d'Angrie (Maine-et-Loire), marié en 1268 avec Marie de Rieux. 
Régis Valette dans son Catalogue de la noblesse française indique une filiation suivie remontant à 1340.
À travers ses différentes branches, la famille d'Andigné a fourni des évêques, un lieutenant général des armées du roi, deux maréchaux de camp, trois pairs de France, sept conseillers au parlement de Bretagne, sept chevaliers de Malte, etc.

## Personnalités
- Hector d'Andigné de Grandfontaine (1627-1696), gouverneur de l'Acadie de 1670 à 1673
- François-Joseph d'Andigné (1684-1736), évêque de Dax
- Joseph-François d'Andigné de la Chasse (1724-1806), évêque de Léon
- Louis-Jules-François-Joseph d'Andigné de Mayneuf (1756-1822), évêque de Nantes
- Paul-Marie-Céleste d'Andigné de La Blanchaye (1763-1857), maire, conseiller d'arrondissement, député, président du Conseil général de Maine-et-Loire, pair de France
- Louis-Gabriel-Auguste d'Andigné de Mayneuf (1763-1839), maire, député, président du Conseil général de Maine-et-Loire,
- Louis d'Andigné de La Blanchaye (1765-1857)
- Guillaume Jean-Baptiste d'Andigné de Resteau (1771-1842)
- Charles d'Andigné de La Chasse (1791-1879)
- Léon d'Andigné (1821-1895)
- Maurice d'Andigné (1844-1926)
- Geoffroy d'Andigné (1858-1932)
- Fortuné d'Andigné (1868-1935)
- Hubert d'Andigné (1917-2005)

## Titres
- Comte de Saint-Gemmes par lettres patentes de 1747[1],[3]
- Baron-Pair héréditaire en 1817[1],[3]
- Pair de France en 1837[1],[3]

## Armes et devise
|  | - Armes : D'argent à trois aigles de gueules, becquées et membrées d'azur, alias au vol abaissé. - Devise : Aquila Non Capit Muscas (L'aigle ne capture pas les mouches), |

## Alliances
Les principales alliances de la famille d'Andigné sont : de Rieux (1268), d'Angrie (1307), de Mathefelon (1340), de La Motte des Aulnays (~1380), de La Faucille (~1410), de La Roë (1436), de Vangeau (1460), de Cancouët (1525), de La Châsse (1556), du Boishamon (1590), du Garo (1627), de La Monneraye (1688), Le Roy de Charost (1776), de Contades (1785), Maussion du Joncheray (1802), de Saisy de Kerampuil (1826), Ricoeur de Bâmont (1853), d'Harcourt (1856), de Croix (1862), de Guesdon (1880), de La Grandière, de Kerouartz (1897), Savary de Beauregard (1913), de Pomereu d'Aligre (1930), Jousseaume de La Bretesche, Cormaille de Valbray (1942) de Quatrebarbes (1943), de Mandat de Grancey (1945), de La Berrurière de Saint-Laon (1946), Guillet de La Brosse, de La Motte-Ango de Flers, Rogon de Carcaradec, de La Barre de Nanteuil (1985), Azéma de Castet La Boulbène (1999), de Tinguy du Pouët (2009), von Württemberg (2018), de Gestas de Lespéroux (2022), Haudry de Soucy (2022).